# العلاقات الأردنية الهندوراسية
العلاقات الأردنية الهندوراسية هي العلاقات الثنائية التي تجمع بين الأردن وهندوراس.

## مقارنة بين البلدين
هذه مقارنة عامة ومرجعية للدولتين:
| وجه المقارنة                                              | الأردن                   | هندوراس          |
| --------------------------------------------------------- | ------------------------ | ---------------- |
| المساحة (كم2)                                             | 89.34 ألف                | 112.49 ألف       |
| عدد السكان (نسمة)                                         | 9.81 مليون               | 9.27 مليون       |
| الكثافة السكانية (ن./كم²)                                 | 109.81                   | 82.41            |
| العاصمة                                                   | عمان                     | تيغوسيغالبا      |
| اللغة الرسمية                                             | اللغة العربية            | اللغة الإسبانية  |
| العملة                                                    | دينار أردني              | لمبيرة هندوراسية |
| الناتج المحلي الإجمالي (بليون دولار)                      | 40.07 مليار              | 22.98 مليار      |
| الناتج المحلي الإجمالي (تعادل القوة الشرائية) بليون دولار | 82.80 مليار              | 41.14 مليار      |
| الناتج المحلي الإجمالي الاسمي للفرد دولار أمريكي          | 4.94 ألف                 | 2.53 ألف         |
| الناتج المحلي الإجمالي للفرد دولار أمريكي                 | 12.05 ألف                | 4.91 ألف         |
| مؤشر التنمية البشرية                                      | 0.748                    | 0.606            |
| رمز المكالمات الدولي                                      | +962                     | +504             |
| رمز الإنترنت                                              | .jo                      | .hn              |
| المنطقة الزمنية                                           | ت ع م+02:00، ت ع م+03:00 | 00               |

## مدن متوأمة
في ما يلي قائمة باتفاقيات التوأمة بين مدن أردنية وهندوراسية:
- ترتبط عمان مع تيغوسيغالبا باتفاقية توأمة منذ 2004.[14][14][14][14]

## منظمات دولية مشتركة
يشترك البلدان في عضوية مجموعة من المنظمات الدولية، منها:
| علم المنظمة | اسم المنظمة                               | تاريخ انضمام الأردن | تاريخ انضمام هندوراس |
| ----------- | ----------------------------------------- | ------------------- | -------------------- |
|             | مؤسسة التنمية الدولية                     | 4 أكتوبر 1960       | 23 ديسمبر 1960       |
|             | يونسكو                                    | 14 يونيو 1950       | 16 ديسمبر 1947       |
|             | وكالة ضمان الاستثمار متعدد الأطراف        | 12 أبريل 1988       | 30 يونيو 1992        |
|             | الأمم المتحدة                             | 14 ديسمبر 1955      | 17 ديسمبر 1945       |
|             | الاتحاد البريدي العالمي                   | ?                   | ?                    |
|             | البنك الدولي للإنشاء والتعمير             | 29 أغسطس 1952       | 27 ديسمبر 1945       |
|             | الاتحاد الدولي للاتصالات                  | 20 مايو 1947        | 27 أكتوبر 1925       |
|             | منظمة حظر الأسلحة الكيميائية              | ?                   | ?                    |
|             | مؤسسة التمويل الدولية                     | 20 يوليو 1956       | 20 يوليو 1956        |
|             | المركز الدولي لتسوية المنازعات الاستشارية | 29 نوفمبر 1972      | 16 مارس 1989         |
|             | منظمة التجارة العالمية                    | ?                   | ?                    |
|             | منظمة الشرطة الجنائية الدولية             | ?                   | ?                    |

## وصلات خارجية
- موقع وزارة الخارجية الأردنية
- موقع وزارة الخارجية الهندوراسية